# Grobowiec cesarza Minh Mạng
Grobowiec cesarza Minh Mạng – XIX-wieczny zespół architektoniczny składający się z około 40 budowli, położony około 12 km od Huế, historycznej stolicy Wietnamu, na zachodnim brzegu rzeki Hương zbudowany w latach 1841 - 1843.

## Ważniejsze budowle
- brama Hiển Đức będąca głównym wejściem do kompleksu;
- świątynia Sùng Ân poświęcona cesarzowi i jego małżonce;
- most Cầu Trung Đạo centralnie położony most z którego mogli korzystać tylko cesarzowie[1].